# Trox quadrimaculatus
Trox quadrimaculatus is een keversoort uit de familie beenderknagers (Trogidae). De wetenschappelijke naam van de soort is voor het eerst geldig gepubliceerd in 1870 door Ballion.